# Kastaniés
Kastaniés es un gran pueblo de la unidad periférica de Evros, ubicado exactamente en la frontera terrestre entre Grecia y Turquía. Allí se encuentra una de las dos oficinas de aduana para cruzar la frontera a ambos lados a lo largo de las fronteras terrestres de los dos países. Esa oficina de aduanas en Kastaniés forma la única frontera terrestre de Grecia con Turquía en una distancia de unos 11 km de largo, ya que el resto de la frontera está determinado por el río Evros. Se encuentra a unos 20 km al norte de Orestiada, de la ciudad capital de la provincia y adyacente al pueblo de Rizia. También se ubica a 7 km de la ciudad turca de Edirne. Su población de 1059 habitantes se dedica principalmente a la agricultura. 
En 1923 se estableció, al lado de las últimas casas del pueblo, la primera oficina de aduanas en la frontera greco-turca, que funciona hasta hoy. Anteriormente, el pueblo había experimentado un gran crecimiento económico, basado en el comercio de la escoba, a causa del cultivo del girasol en toda la provincia. En Kastaniés hay una biblioteca que forma parte del programa del Centro Nacional de Libros para la Lectura en la unidad periférica de Evros.
- Datos: Q3558218